# Francesco Morosini (incrociatore ausiliario)
Il Francesco Morosini è stato un incrociatore ausiliario della Regia Marina, già motonave passeggeri italiana, successivamente utilizzato come posamine dalla Kriegsmarine con il nome di Zeus.

## Storia

La Morosini a Venezia nel 1929

Costruita nello Stabilimento Tecnico Triestino per la Società Costiera di Fiume ed ultimata nell'ottobre 1928), l'unità era originariamente una motonave passeggeri da 2423 (o 2433) tonnellate di stazza lorda e 1061 tonnellate di stazza netta. Una singola stiva della capienza di 484 metri cubi permetteva una portata lorda di 1080 tonnellate, mentre nelle cabine potevano trovare posto in tutto 155 passeggeri. Due motori Diesel FIAT della potenza di 2100 HP, consumando 12 tonnellate di carburante al giorno, azionavano due eliche, permettendo una velocità di 15-17 nodi (per altre fonti 14).
Iscritta con matricola 223 al Compartimento marittimo di Venezia, la nave apparteneva alla Società Costiera di Fiume, poi confluita, il 4 aprile 1932, nella Compagnia Adriatica di Navigazione, che il 1º gennaio 1937 cambiò nome in Adriatica Società Anonima di Navigazione, con sede a Venezia.

La motonave a Trieste nel 1936, in occasione della Fiera del Mare

Utilizzata sulle linee 41 A e 41 B Venezia-Trieste-Zara-Gravosa, nel 1939 la Morosini venne trasferita sulla linea 42, che univa l'Italia all'Albania. In sosta a Venezia dal 12 al 25 giugno 1940, poco dopo l'ingresso dell'Italia nella seconda guerra mondiale, la motonave venne sottoposta a lavori di trasformazione e requisita dalla Regia Marina a Venezia il 26 giugno 1940, iscritta in pari data nel ruolo del Naviglio ausiliario dello Stato con matricola D 12, classificata come incrociatore ausiliario. Armata con due cannoni da 120/45 mm ed altrettante mitragliere da 20/65 mm, l'unità venne adibita a compiti di scorta convogli. 
Tra il 19 luglio ed il 4 settembre 1943, mentre si faceva sempre più probabile uno sbarco angloamericano sulle coste italiane, il Morosini, insieme all'incrociatore ausiliario Barletta e agli incrociatori leggeri Luigi Cadona e Scipione Africano, partecipò alla posa di 11 campi minati, per un totale di 1591 mine, nel Golfo di Taranto.

La nave in servizio civile

Alla proclamazione dell'armistizio il Morosini si trovava al Pireo. L'incrociatore ausiliario e le altre navi italiane presenti (cacciatorpediniere Crispi e Turbine e torpediniere Calatafimi e San Martino), come d'uso, erano ormeggiate in punti diversi del porto, per ridurre i danni in caso di attacco aereo. Le navi vennero lasciate sostanzialmente senza ordini, mentre nelle ore successive all'annuncio il posamine tedesco Drache posò un campo minato fuori del porto, e le batterie costiere tedesche si preparavano a fare fuoco se qualche nave italiana avesse cercato di partire. Il 9 settembre 1943 il Morosini, al pari delle altre navi italiane presenti al Pireo, venne quindi catturato dalle truppe tedesche.
L'equipaggio, sbarcato il giorno stesso, venne deportato nei campi di prigionia in Germania, tra cui quello di Laura, distaccamento di Buchenwald, dove gli uomini del Morosini giunsero il 16 ottobre 1943 e rimasero sino alla liberazione nel 1945. In tale periodo si registrarono delle vittime a causa delle pessime condizioni del campo, i cui internati dovevano lavorare continuamente e con ogni condizione meteorologica, del clima rigido e della mancanza di assistenza medica.
Il Morosini, incorporato nella Kriegsmarine, entrò in servizio per tale forza armata il 18 settembre 1943, con il nuovo nome di Zeus. Sotto bandiera tedesca lo Zeus venne utilizzato come posamine a partire dal 1944, venendo tuttavia impiegato anche per i collegamenti tra le isole della Grecia.

Alle 10.33 del 2 ottobre 1944 il posamine, in navigazione circa 6 miglia a sud/sudest di Capo Cassandra insieme alla torpediniera TA 37 (già italiana Gladio), venne infruttuosamente attaccato con il lancio di tre siluri dal sommergibile HMS Unswerving.

Il recupero del Morosini, nel 1952.

Nella notte tra il 6 ed il 7 ottobre 1944 lo Zeus, in navigazione nel Golfo di Salonicco con a bordo 1125 militari tedeschi che stava evacuando dal Pireo e scortato dalla torpediniera TA 37, dal cacciasommergibili UJ 2012 e dal piccolo avviso GK 32, venne attaccato, tra mezzanotte e l'una del 7 ottobre, poco dopo aver oltrepassato l'imbocco del golfo, dai cacciatorpediniere britannici Termagant e Tuscan: il posamine fu l'unica unità a sottrarsi alla distruzione, mentre le altre tre navi vennero affondate dal violento fuoco d'artiglieria dei cacciatorpediniere inglesi.
Secondo alcune fonti, nella terza decade dell'ottobre 1944 (a seconda delle fonti il 21, il 28 od il 30 ottobre) lo Zeus venne autoaffondato a Salonicco, onde ostruire quel porto. Altre fonti danno invece la nave come affondata nella baia di Salonicco, il 30 ottobre 1944, da bombe sganciate da aerei britannici.
Recuperato nel 1952, il relitto della Morosini venne avviato alla demolizione. Nel 1948 fu varata una omonima motonave passeggeri, utilizzata per le rotte del centro America.